# Vita di Edoardo Secondo d'Inghilterra
Vita di Edoardo Secondo d'Inghilterra (Leben Eduards des Zweiten von England) è un'opera teatrale di Bertolt Brecht, un riadattamento in chiave modernista della tragedia di Christopher Marlowe Edoardo II (1592). Il dramma andò in scena in prima assoluta al Münchner Kammerspiele di Monaco nel 1924 e segnò il debutto di Brecht alla regia. Scritta in collaborazione con Lion Feuchtwanger, la pièce fu creata per offrire una critica e un'alternative ai suntuosi allestimenti con cui le opere del teatro elisabettiano venivano messe in scena per il pubblico borghese tedesco.

## Trama
Appena incoronato re d'Inghilterra, Edoardo II richiama dall'esilio in Francia il suo favorito Pietro Gaveston. Il forte legame tra i due uomini ingelosisce la regina Anna e indispettisce i nobili non tanto per la natura omoerorica del rapporto tra il re e il suo minione, quanto più perché le continue regalie di Edoardo hanno innalzato Gaveston a un ruolo superiore al loro, facendosi beffe della chiesa e dell'aristocrazia. Gaveston giura vendetta per il trattamento ricevuto dall'aristocrazia e l'animosità che sobilla in Edoardo porta allo scoppio di una guerra civile tra il re e i suoi nobili. Gaveston viene fatto prigioniero dagli aristocratici e giustiziato nonostante le suppliche di Edoardo, che trova conforto nel giovane Spencer, il suo nuovo favorito. Dopo una prima vittoria militare, Edoardo e i suoi alleati vengono sconfitti e il re fugge in Irlanda con Spencer. Qui però viene tradito e arrestato: Spencer è giustiziato, Edoardo ridotto in prigionia. La vittoria dei nobili contro il loro sovrano è guidata da Anna e da Mortimer, ora suo amante, e una volta ristabilito l'ordine Edoardo viene costretto ad abdicare in favore del figlio, che diventa Edoardo III. Ma la sete di vendetta di Anna e la paura di nuovi scontri portano all'assassinio di Edoardo, impalato con un ferro arroventato. Pur non essendo riuscito in precedenza a salvare lo zio Kent dalla condanna a morte per tradimento pretesa da Mortimer, Edoardo III ordina l'esecuzione dell'amante della madre quando scopre che il padre è stato assassinato. Mortimer viene decapitato, Anna incarcerata nella Torre in attesa di processo e la pace torna a regnare sulla corte e sull'Inghilterra.

## Origini
Brecht era stato ingaggiato dal Kammerspiele per dirigere un nuovo allestimento di Macbeth, ma non sentendosi sufficientemente esperto per dedicarsi a una tragedia così celebre e complessa optò invece per un'opera meno nota di un contemporaneo di Shakespeare, Christopher Marlowe; il dramma storico di Marlowe presentava anche temi in comune con la precedente fatica teatrale di Brecht, Nella giungla delle città, a cui era accomunata dalle tematiche omosessuali. Il rapporto tra il testo di Brecht e quello di Marlowe, tuttavia, è rielaborativo e non quello di una semplice traduzione: il dramma di Brecht è più breve di quello di Marlowe di 400 versi e dei duemila versi della pièce tedesca solo 350 sono una diretta traduzione della tragedia elisabettiana. Brecht sfoltì anche il testo di Marlowe di scene e personaggi: il vecchio Spencer e il vecchio Mortimer sono assenti, la regina Isabella viene ribattezzata Anna e gli ecclesiastici ridotto da tre a un singolo arcivescovo, Erzabt von Coventry, con le caratteristiche dei tre religiosi di Marlowe. Le scene corali di Marlowe sono ridotte a un maggior numero di soliloqui e dialoghi tra due personaggi: i monologhi di Mortimer raddoppiano, da due a quattro, le quattro scene tra lui e la regina diventano dei tête-à-têtes, ed Edoardo e Mortimer hanno due incontri-scontri in privato. Dal testo di Marlowe Brecht rimuove anche il secondo esilio di Gaveston, la cattura di Mortimer il vecchio da parte degli scozzesi, il matrimonio di Gaveston con la figlia del duca di Gloucester, la fuga della regina in Francia con il figlio, l'alleanza di Spencer il vecchio con Edoardo e l'omicidio di Lightborn ad opera di Gurney. In generale, la versione di Brecht ha un ritmo più veloce e conciso, favorito dal verso libero, ed il suo protagonista passa dall'essere un uomo guidato dai sentimenti a un monarca con un'ossessione.